# サマープディング

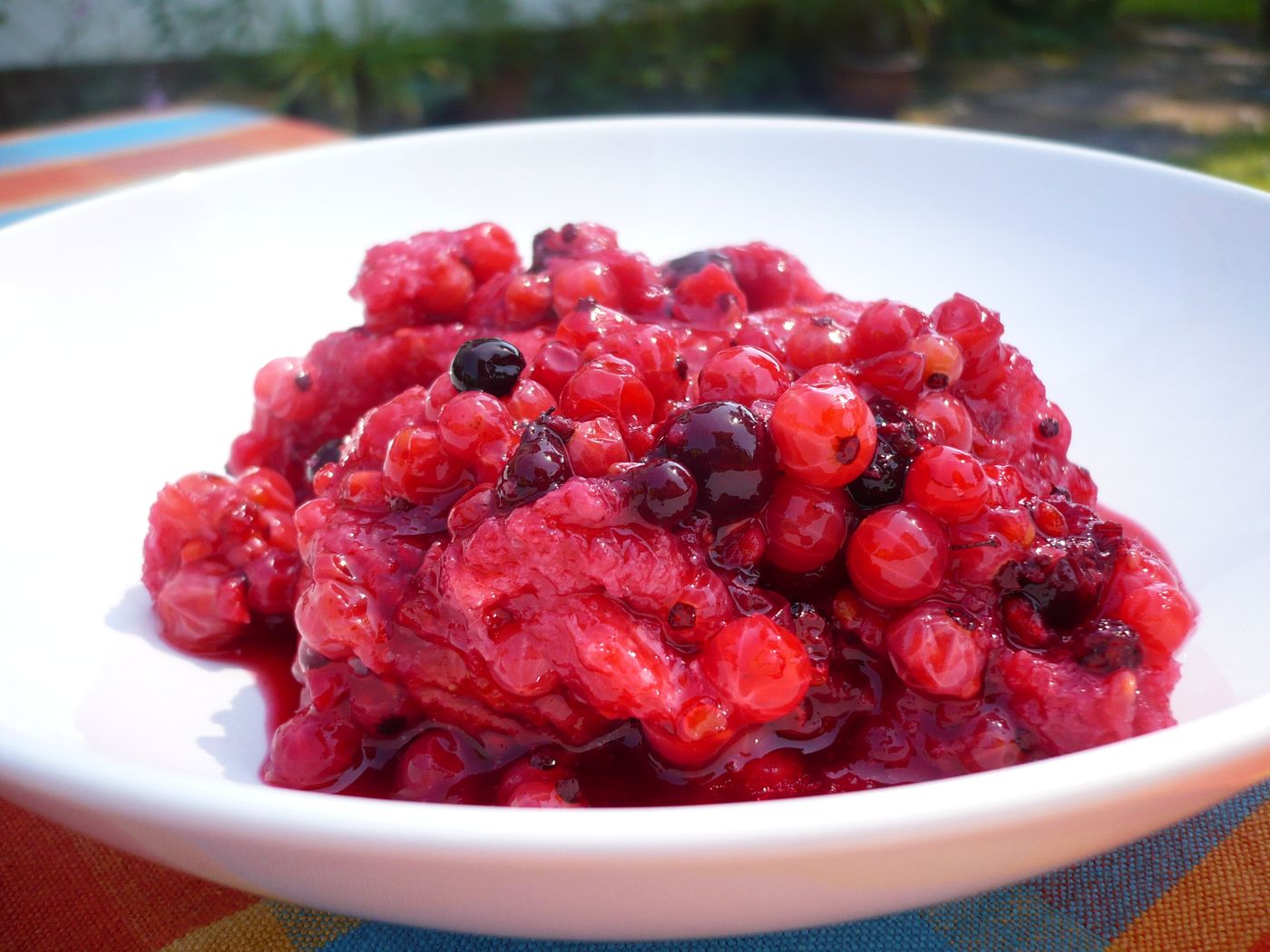
レッドカラント（フサスグリ）を使ったサマープディング

サマープディング（Summer pudding）は、イギリスの菓子。サマーフルーツプディング（Summer fruit pudding）の名前で呼ばれることもある。
サマープディングは深いボウルの中に、薄切りにした食パンを果物や果汁と一緒に重ねて作る。一晩の間パン生地を果汁に浸した後で皿に盛りつけて供し、クリームが添えられることもある。
19世紀後半から20世紀初頭にかけて人気を博した菓子であるが、はっきりとした起源は分かっていない。一説には、19世紀に療養の温泉や保養地に訪れる人間のために作られたと言われている。脂肪分の多いペイストリー生地の代わりに食パンが使われ、登場した初期には「水治療法の菓子」を意味するハイドロパティックプディング（Hydropathic pudding）の名前で呼ばれていた。この時期について18世紀とする資料もある。
サマープディングには夏の果物が使われ、数種類のベリー類がパンの中に詰められる。ラズベリー、イチゴ、ブラックカラント、レッドカラント、ホワイトカラント、ブラックベリー、テイベリー、ローガンベリー、サクランボ、ブルーベリーなどが使われる。果汁がパン生地に馴染みやすくなるため、やや古くなった食パンが材料に適している。

## サマープディングを扱った作品
- コミックス・アニメ『MASTERキートン』シリーズ 「遥かなるサマープディング」（原作：浦沢直樹（全作の作画も兼任）、勝鹿北星、長崎尚志） - アニメ版は第6回。作中にて、詳しいレシピも紹介されている。